# Naturvårdsvakt
Naturvårdsvakt är en person som förordnats, med stöd av 26 kap. 23-24 §§ miljöbalken och 17 § terrängkörningsförordningen, för att efterse efterlevnaden av föreskrifter för områden, naturföremål och djur och växtarter, samt för att öva tillsyn över att terrängkörningslagens bestämmelser efterlevs inom skyddade områden, till exempel inom naturreservat och nationalparker både i kustområden, på öar, i inlandet och fjällområden.

## Förordnande
Naturvårdsvakter förordnas av länsstyrelsen i det län där vakten skall verka. För att bli naturvårdsvakt krävs genomgången utbildning enligt Rikspolisstyrelsens bestämmelser. Förordnandet avser tre år åt gången och avser visst område.

## Naturvårdsvakters befogenheter
- Avvisa personer som uppehåller sig där de på grund av föreskrifter inte har rätt att vistas.[1]
- Beslagta jakt- och fångstredskap, fortskaffningsmedel och andra föremål som kan antas ha betydelse för utredning av brottet, om vakten ertappar någon på bar gärning, som bryter mot förbud eller föreskrifter.[1]
- Avvisa den som utan att ha rätt till det kör i förbudsområde med motordrivet fordon.[3]

### Fotnoter
1. 1 2 3  Miljöbalk (1998:808) http://www.notisum.se/rnp/sls/lag/19980808.HTM (2011-01-12).
2. ↑  Terrängkörningsförordning (1978:594) http://www.notisum.se/rnp/sls/lag/19780594.htm Arkiverad 23 november 2010 hämtat från the Wayback Machine. (2011-01-12).
3. 1 2  Terrängkörningslag (1975:1313)   http://www.notisum.se/rnp/sls/lag/19751313.htm Arkiverad 26 november 2010 hämtat från the Wayback Machine. (2011-01-12).
4. ↑  Rikspolisstyrelsens föreskrifter och allmänna råd om förordnande och utbildning av naturvårdsvakter RPSFS 2000:29 ”Arkiverade kopian”. Arkiverad från originalet den 13 juli 2012. https://web.archive.org/web/20120713081504/http://polisen.se/Global/www%20och%20Intrapolis/FAP/FAP696_2_RPSFS2000_29.pdf. Läst 13 januari 2011. (2011-01-12).